# Parti communiste des Philippines (1968)
Pour les articles homonymes, voir Parti communiste philippin.

Drapeau du Parti communiste des Philippines (1968).

Le Parti communiste des Philippines (philippin : Partido Komunista ng Pilipinas, anglais : Communist Party of the Philippines) est un parti politique philippin communiste (maoïste) fondé le 26 décembre 1968 par José María Sison, exclu du Partido Komunista ng Pilipinas (Parti communiste philippin) en 1967. Illégal et considéré comme terroriste, le parti possède une branche armée, fondé le 29 mars 1969 : la Nouvelle Armée populaire.
L'organisation est placée sur la liste officielle des organisations terroristes des États-Unis, du Canada et de l'Union européenne.